# Zehn Gebote

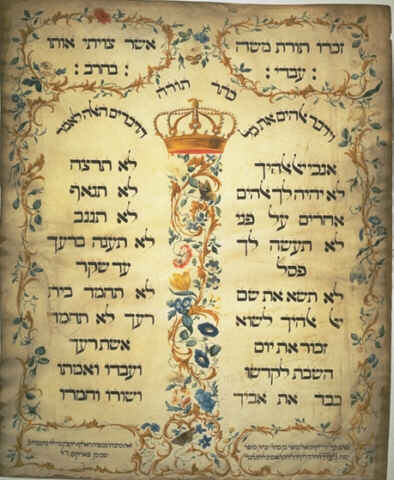
Dekalog-Pergament von Jekuthiel Sofer, 1768 (heute in der Bibliotheca Rosenthaliana, Amsterdam)

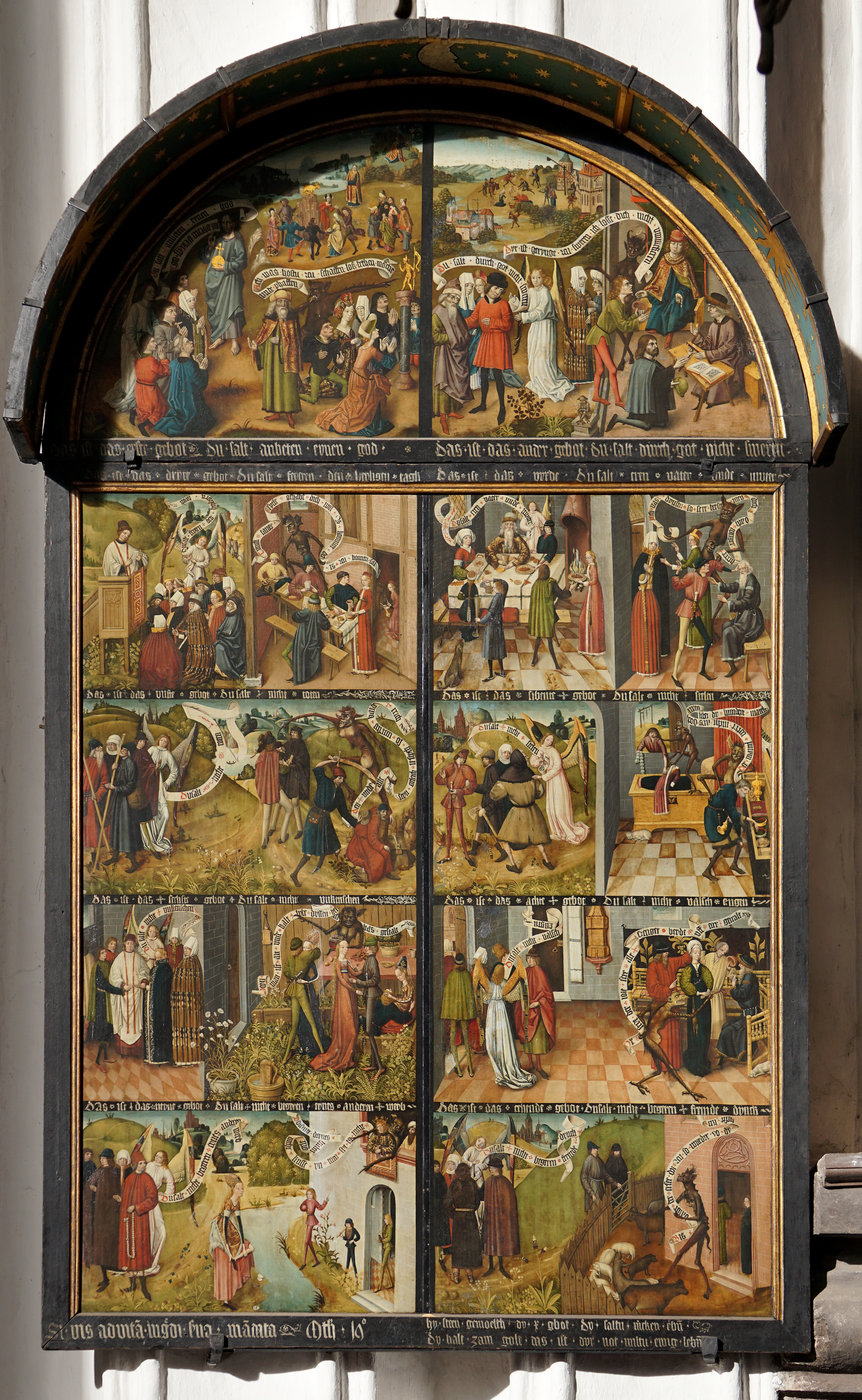
Zehn-Gebote-Tafel in der Danziger Marienkirche (1480–1490)

Die Zehn Gebote, auch die Zehn Worte (hebräisch עֲשֶׂרֶת הַדִּבְּרוֹת aseret ha-dibberot) oder der Dekalog (altgriechisch δεκάλογος dekálogos) genannt, sind eine Reihe von Geboten und Verboten (hebr. Mitzwot) des Gottes Israels, JHWH, in der Tora, den fünf Büchern Mose der Hebräischen Bibel. Die Tora enthält zwei leicht unterschiedliche Fassungen. Sie sind als direkte Rede Gottes an sein Volk, die Israeliten, formuliert und fassen seinen Willen für das Verhalten ihm und den Mitmenschen gegenüber zusammen. Sie besitzen im Judentum und Christentum zentralen Rang für die theologische Ethik und haben die Kirchen- und Kulturgeschichte Europas und des außereuropäischen Westens mitgeprägt.

## Der Dekalog in der Tora

### Wortlaut
Vom Dekalog gibt es je eine Fassung im 2. Buch Mose (Exodus) und im 5. Buch Mose (Deuteronomium), die in Details voneinander abweichen:
| Thema                   | Wortlaut | Wortlaut |
| Thema                   | Ex 20,2–17 | Dtn 5,6–21 |
| ----------------------- | --- | --- |
| Selbstvorstellung JHWHs | „Ich bin der HERR, dein Gott, der dich aus dem Land Ägypten geführt hat, aus dem Sklavenhaus.“ | „Ich bin der HERR, dein Gott, der dich aus dem Land Ägypten geführt hat, aus dem Sklavenhaus.“ |
| Fremdgötterverbot       | „Du sollst neben mir keine anderen Götter haben.“ | „Du sollst neben mir keine anderen Götter haben.“ |
| Bilderverbot            | „Du sollst dir kein Kultbild machen und keine Gestalt von irgendetwas am Himmel droben, auf der Erde unten oder im Wasser unter der Erde.“ | „Du sollst dir kein Kultbild machen, keine Gestalt von irgendetwas am Himmel droben, auf der Erde unten oder im Wasser unter der Erde.“ |
| Bilderverbot            | „Du sollst dich nicht vor ihnen niederwerfen und ihnen nicht dienen. Denn ich bin der HERR, dein Gott, ein eifersüchtiger Gott: Ich suche die Schuld der Väter an den Kindern heim, an der dritten und vierten Generation, bei denen, die mich hassen; doch ich erweise Tausenden meine Huld bei denen, die mich lieben und meine Gebote bewahren.“ | |
| Namensmissbrauchsverbot | „Du sollst den Namen des HERRN, deines Gottes, nicht missbrauchen; denn der HERR lässt den nicht ungestraft, der seinen Namen missbraucht.“ | „Du sollst den Namen des HERRN, deines Gottes, nicht missbrauchen; denn der HERR lässt den nicht ungestraft, der seinen Namen missbraucht.“ |
| Sabbatgebot             | „Gedenke des Sabbats: Halte ihn heilig!“ | „Halte den Sabbat: Halte ihn heilig, wie es dir der HERR, dein Gott, geboten hat!“ |
| Sabbatgebot             | „Sechs Tage darfst du schaffen und all deine Arbeit tun. Der siebte Tag ist ein Ruhetag, dem HERRN, deinem Gott, geweiht.“ | |
| Sabbatgebot             | „An ihm darfst du keine Arbeit tun: du und dein Sohn und deine Tochter, dein Sklave und deine Sklavin und dein Vieh und dein Fremder in deinen Toren.“ | „An ihm darfst du keine Arbeit tun: du und dein Sohn und deine Tochter und dein Sklave und deine Sklavin und dein Rind und dein Esel und dein ganzes Vieh und dein Fremder in deinen Toren. Dein Sklave und deine Sklavin sollen sich ausruhen wie du.“ |
| Sabbatgebot             | „Denn in sechs Tagen hat der HERR Himmel, Erde und Meer gemacht und alles, was dazugehört; am siebten Tag ruhte er.“ | „Gedenke, dass du Sklave warst im Land Ägypten und dass dich der HERR, dein Gott, mit starker Hand und ausgestrecktem Arm von dort herausgeführt hat.“                                                                                                  |
| Sabbatgebot             | „Darum hat der HERR den Sabbat gesegnet und ihn geheiligt.“ | „Darum hat es dir der HERR, dein Gott, geboten, den Sabbat zu begehen.“ |
| Elterngebot             | „Ehre deinen Vater und deine Mutter, damit du lange lebst in dem Land, das der HERR, dein Gott, dir gibt!“ | „Ehre deinen Vater und deine Mutter, wie es dir der HERR, dein Gott, geboten hat, damit du lange lebst und es dir gut geht in dem Land, das der HERR, dein Gott, dir gibt!“                                                                             |
| Mordverbot              | „Du sollst nicht töten.“ | „Du sollst nicht töten“ |
| Ehebruchsverbot         | „Du sollst nicht die Ehe brechen.“ | „und nicht die Ehe brechen“ |
| Diebstahlsverbot        | „Du sollst nicht stehlen.“ | „und nicht stehlen“ |
| Falschzeugnisverbot     | „Du sollst nicht falsch gegen deinen Nächsten aussagen.“ | „und nicht Falsches gegen deinen Nächsten aussagen“ |
| Begehrensverbot         | „Du sollst nicht das Haus deines Nächsten begehren. Du sollst nicht die Frau deines Nächsten begehren, nicht seinen Sklaven oder seine Sklavin, sein Rind oder seinen Esel oder irgendetwas, das deinem Nächsten gehört.“ | „und nicht die Frau deines Nächsten begehren und du sollst nicht das Haus deines Nächsten verlangen, nicht sein Feld, seinen Sklaven oder seine Sklavin, sein Rind oder seinen Esel, nichts, was deinem Nächsten gehört.“                               |

### Narrativer Kontext
Mit Ex 19  beginnt in der Tora die Sinai-Erzählung: Nach der Ankunft der aus Ägypten befreiten Israeliten am Berg Sinai beansprucht JHWH sie als sein erwähltes Bundesvolk, worauf sie Mose versprechen, alle Gebote Gottes zu erfüllen. Nach seiner Theophanie redet Gott auf dem Berg mit Mose. Davor und danach beauftragt er ihn, das Volk vom Betreten des Berges abzuhalten und so vor seinem tödlichen Anblick zu schützen. Zum Schluss richtet Mose die Warnung dem Volk aus („… und sagte es ihm.“). Der Satz lässt sich auch objektlos übersetzen („und sagte ihm:“): Dann würde Mose dem Volk die folgende Dekalogrede mitteilen, die er zuvor von Gott empfangen hätte.
Ex 20  beginnt jedoch mit dem unadressierten Satz „Dann sprach Gott alle diese Worte.“ Nach der Dekalogrede reagiert das Volk nicht darauf, sondern auf die vorherige Theophanie: Es sei vom Berg geflohen und habe Mose um Vermitteln der Worte Gottes gebeten. Er allein habe sich Gott genähert; das Volk habe nur sein Reden vom Himmel her „gesehen“. Demnach nahm es Gottes Stimme wahr, verstand aber nicht ihren Inhalt. Daraufhin verkündet Mose die Einzelbestimmungen des Bundesbuchs (Ex 20,23 – 23,33). Das Volk antwortet wie zu Beginn einmütig, alle Gebote Gottes erfüllen zu wollen (Ex 24,4 ).

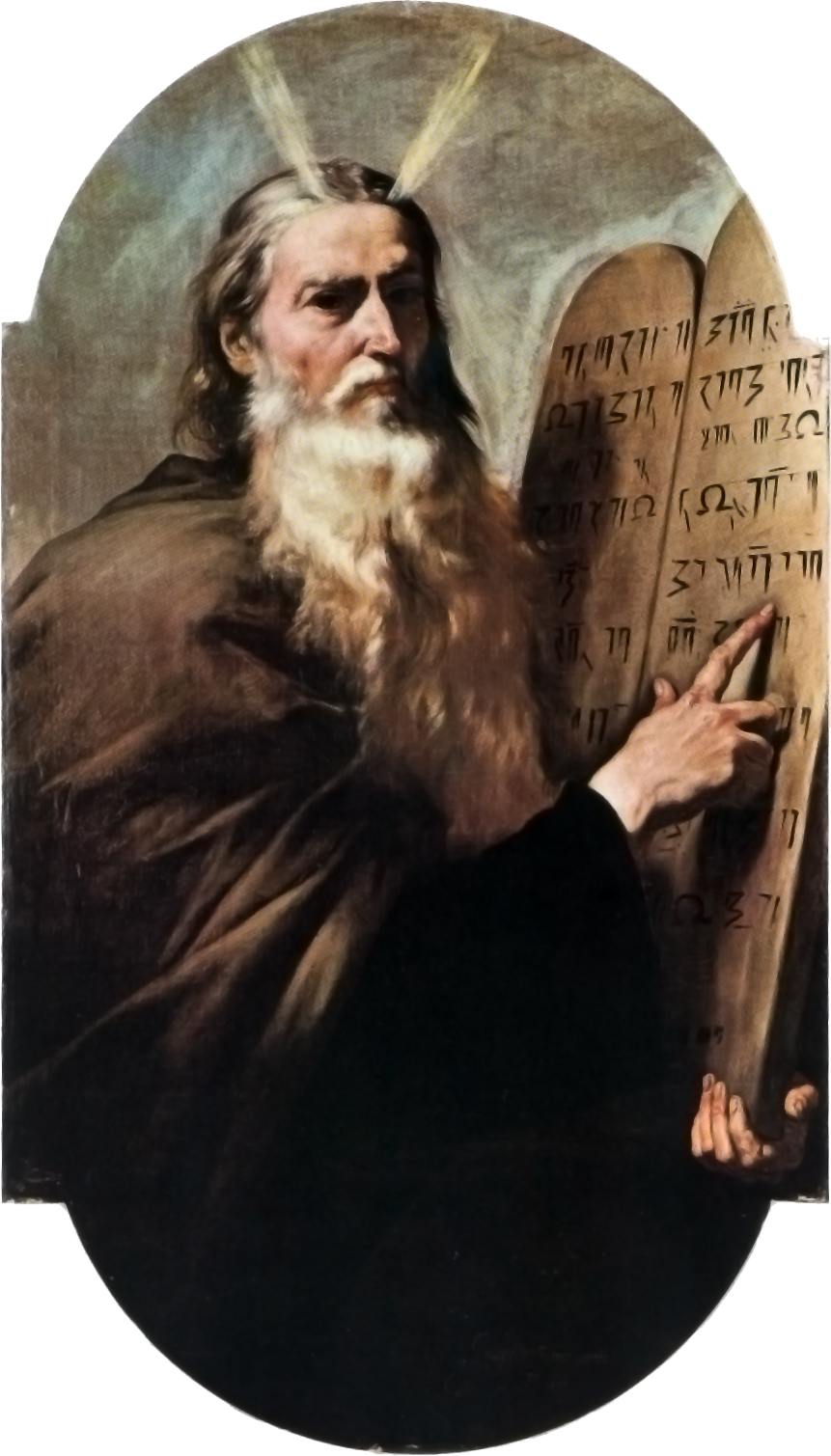
Mose und die Zehn Gebote
(von Jusepe de Ribera)

Nach dem Bundesmahl der siebzig Ältesten redet Ex 24,12  erstmals von steinernen Tafeln, die Gott Mose allein übergeben werde. Nach den Anweisungen zum Bau der Stiftshütte (Ex 25 –31,17 ) nennt Ex 31,18  zwei Steintafeln, die Gott mit seinem Finger beschrieben habe. Diese enthalten nach dem Kontext alle zuvor ergangenen Gebote, nicht nur den Dekalog. Nach Ex 32,15–19  habe Gott selbst die Tafeln gemacht und sie mit der Schrift Gottes beidseitig beschrieben. Mose habe diese Tafeln im Zorn über Israels Abfall zerbrochen und in seinem Auftrag neue angefertigt, von denen es heißt (Ex 34,28 ):

„Und er schrieb auf die Tafeln die Worte des Bundes, die Zehn Worte.“

Die Zehnzahl findet sich im Buch Exodus nur an dieser Stelle und bezieht sich im literarischen Kontext nicht auf Ex 20, sondern auf die Texteinheit Ex 34,11–26 , oft Kultischer Dekalog genannt.
Vor der Landnahme der Israeliten kommt Mose in Dtn 4,13  darauf zurück: Nach der Sinai-Theophanie habe Gott ihnen den Bund offenbart und sie verpflichtet, diesen in Form der „Zehn Worte“ zu halten. Dazu habe Gott diese auf zwei Steintafeln geschrieben. Das stellt erstmals die Identität von Ex 20,2-17  mit den „Zehn Worten“ und zwei Gebotstafeln heraus und betont ihren Rang als von Gott selbst geoffenbarte und aufgeschriebene Bundesurkunde.
In Dtn 5,1–5  erinnert Mose das versammelte Volk daran, dass Gott seinerzeit auf dem Sinai (hier Horeb genannt) das Volk zwar laut und direkt angesprochen, dieses den Berg aber aus Furcht gemieden habe. Deshalb verkünde er, Mose, dem Volk seither Gottes Worte. Darauf wiederholt er die Dekalogrede als Vollzitat und bekräftigt dann, Gott selbst habe ebendiesen Wortlaut damals verkündet, unverändert auf die Gebotstafeln geschrieben und diese ihm gegeben (Dtn 5,22 ). Nun erst erfuhr das Volk nach dem Gesamtduktus des Pentateuch also mündlich den Inhalt des schon offenbarten und verschrifteten Dekalogs. Nach Dtn 10,1–5  legte Mose beide Steintafeln in die Bundeslade, die als bewegliches Heiligtum Gottes rettende Präsenz bei seinem Volk bis zur Zeit König Davids verbürgte (1 Sam 5 –1 Sam 6 ; 2 Sam 7 ).
Aus dieser erzählerischen Situierung ergaben sich Hauptfragen der Auslegung und Forschung:
- Wem gilt der Dekalog?
- Wie verhalten sich die beiden Fassungen zueinander?
- Welche ist älter und ursprünglicher?
- Wie verhält sich der Dekalog zur übrigen Tora?

### Selbstvorstellung JHWHs
Die Reihung wird in Ex 20,2 mit der im Tanach häufigen Theophanieformel „Ich bin JHWH“ eröffnet, die hier um die Zusage „dein Gott“ erweitert und auf die Tradition vom Auszug (Exodus) der Israeliten aus Ägypten (Ex 2–15) bezogen ist. Gott erscheint seinem Volk demnach nicht als Unbekannter, sondern erinnert es mit seinem Namen an seine frühere Befreiungstat, die seinen Willen bereits ausdrückte.
Gottes „Ich“ (hier in der betonten hebräischen Form Anochi) erscheint als einzigartiger, alle anderen Ansprüche ausschließender Rechtsanspruch auf ein kollektives „Du“. Die Anrede gilt dem ganzen im Exodus aus Ägypten erwählten Gottesvolk Israel und jedem einzelnen Angehörigen dieses Volkes. Gottes Selbstoffenbarung in der Geschichte der Hebräer begründet hier sein Recht auf alle ihre Nachfahren. Darum schärft die Haggada zum Pessach dem gläubigen Juden ein: „In jeder Generation betrachte sich der Mensch, als sei er selbst aus Ägypten ausgezogen.“ Diese Exklusivität Gottes, die das angeredete Volk zu seinem Gegenüber macht und an seine Befreiungsgeschichte erinnert, ist eine Besonderheit des Judentums unter den altorientalischen Religionen. Damit ist das Volk Israel und sein Gottesverhältnis zugleich von allen anderen Völkern unterschieden, so dass der Fortsatz „Du sollst keine Götter neben mir“ [wörtlich: vor meinem Angesicht] „haben“ als logische Folgerung erscheint: „Nur für den, dem Gott sich so offenbart hat, gilt auch das folgende Gesetz.“
Der im Exodushandeln JHWHs für Israel implizierte Ausschluss fremder Götter ist im Alten Orient einmalig.

### Bilderverbot
Das biblische Fremdgötterverbot wird sogleich im Bilderverbot konkretisiert, das nach beiden Dekalogversionen sowohl Abbildungen fremder wie des eigenen Gottes verbietet. Damit wird JHWHs Verehrung endgültig von allen anderen Kulten unterschieden. Denn dort wurden auch höchste und einzige Götter immer in Bildern dargestellt und verehrt, die ihre Kräfte vergegenwärtigten.
Gottesbilder wurden auch in Israels Nachbarschaft nicht mit dem abgebildeten Gott identifiziert und oft verhüllt, um die Transzendenz zu wahren. Doch das Bilderverbot stellt den unsichtbaren Gott gegen die im Bild greifbaren Götter, weil er für Israel der Schöpfer aller Dinge ist und sich vorbehält, wem und wie er sich offenbart. Diese Unabhängigkeit korrespondiert mit der Selbstbindung JHWHs an die Befreiung seines Volkes. Die Erinnerung an den Exodus sperrt sich dagegen, ihn nach Art fremder Götter zu verehren, die in der Regel Herrschaftsverhältnisse absegneten. Israels Gott will nicht im Kult repräsentiert, sondern im Sozialverhalten in allen Lebensbereichen verehrt werden.
In beiden Versionen erstreckt sich der Verbotsbereich auf Himmel, Erde und Unterwelt, also alle „Stockwerke“ des damaligen Weltbilds. Die deuteronomische Auslegung in Dtn 4,12–20  bekräftigt das Verbot, Gott weder als Mann noch Frau noch Tier noch Gestirn darzustellen, wie es in den kanaanäischen Fruchtbarkeitskulten und babylonischen Astralkulten üblich war. Gläubige Juden können daher nichts in der Welt der geschaffenen Dinge als göttlich betrachten. Sie wurden darum im Hellenismus später als „Atheisten“ bezeichnet.
Da Gott sich für Juden von Beginn an durch sein – ebenfalls exklusiv gedachtes – Wort offenbarte (Gen 1,3 ), betrifft das Bilderverbot im Tanach nur optische und gegenständliche Abbilder, nicht Sprachbilder. Diese zeigen eine große Vielfalt an Metaphern, Vergleichen und Anthropomorphismen.
Ältere Vorformen wie Ex 34,12ff  gebieten mit dem Ausschluss anderer Götter zugleich die Zerstörung ihrer Kultstätten in Israel. Dies reagierte eventuell auf Gleichsetzungen JHWHs mit dem kanaanäischen Baal im Bild des Stiers (1 Kön 12,26ff ), die hinter der Erzählung vom Goldenen Kalb in Ex 32  steht. Dieser Synkretismus wurde wohl seit dem Auftreten des Propheten Elija im Nordreich Israel als Übernahme von Wesenszügen Baals aufgefasst und abgelehnt (1 Kön 18 ). Auch Hosea kämpfte für das erste Gebot gegen die „Hurerei“ des Baalskultes (Hos 8,4ff ; 10,5f ; 11,2 ; 13,2 ). Doch nach vergeblichen Anläufen von Hiskijas (2 Kön 18,4 ) ließ erst König Josia die noch bestehenden Baalkultorte um 620 v. Chr. zerstören (23 ). So wurde die alleinige Verehrung JHWHs innenpolitisch durchgesetzt.
Um sein Gewicht zu unterstreichen, wird das Bilderverbot nochmals mit einer ähnlichen Gottesrede wie der Präambel bekräftigt. Es bildet daher mit der exklusiven Selbstvorstellung JHWHs eine unauflösbare Einheit. Erst dadurch wird der indikativisch formulierte Zuspruch („Ich bin…“) zum ebenso verbindlichen Anspruch („Du sollst…“, wörtlich „Du wirst…“).

### Apodiktische Rechtssätze
Auf die Gebote der Sabbat-Heiligung und des Ehrens der Eltern folgen eine Reihe von apodiktisch – begründungslos und kategorisch – formulierten Einzelverboten. Sie schließen ein bestimmtes Verhalten generell aus, ohne das positiv intendierte Verhalten festzulegen, erheben also Anspruch auf kollektive und zeitübergreifende Geltung. Dabei sind sie wörtlich als ermutigender Zuspruch formuliert („Du wirst nicht …“), drücken also ein unbedingtes Zukunftsvertrauen in den Adressaten aus.
Das unterscheidet sie von einer Vielzahl aus der alltäglichen Rechtsprechung stammender Gebote zu bestimmten Einzelfällen (Kasuistik). Solche „Wenn-dann“-Bestimmungen haben Vorbilder und Parallelen in der altorientalischen Umgebung Israels, beispielsweise im Codex Hammurapi.

### Vertragsform
William Sanford LaSor deutet die Sinaiperikope (Ex 20–24) als Gründungsurkunde des Bundes zwischen JHWH und dem Volk Israel. Der Dekalog ähnele einem damals üblichen Vertrag zwischen einem Großkönig und seinem Vasallen. Auch Lothar Perlitt sieht Parallelen zu hethitischen Staatsverträgen, die von den Israeliten nachgeahmt worden seien. Er schließt daraus ein hohes Alter des Textes.
Folgende Ähnlichkeiten findet LaSor:
- Die Präambel nennt den Bundesstifter mit seinen Titeln.
- Der Prolog umschreibt die frühere Beziehung zwischen den Vertragsparteien und betont Wohltaten, die der Großkönig dem Vasallen hat zukommen lassen.
- Die Bundessatzung besteht aus:
  - a. der Grundforderung der Bundestreue
  - b. detaillierte Bestimmungen. In säkularen Verträgen werden hier die Verpflichtungen des Vasallen seinem Großkönig gegenüber festgeschrieben.
- Weitergehende Verfügungen über:
  - a. die Hinterlegung des Textes. Bundestexte werden im Tempel aufbewahrt. Die Tafeln mit dem Bundestext waren in der Bundeslade zu deponieren.
  - b. die wiederholte, in regelmäßigen Abständen vorzunehmende öffentliche Verlesung des Bundestextes. Diese könnte im vorstaatlichen Israel bei Stämmeversammlungen in Sichem (Jos 24 EU), später beim Jerusalemer Tempel (1 Kön 8 EU) vollzogen worden sein.
- Segenszusagen und Fluchandrohungen, die dem Vasallen zuteilwerden sollen, je nachdem, ob er die Bundesbestimmungen einhält oder nicht. Diese sind biblisch nicht beim Dekalog, sondern zweimal im weiteren Verlauf der Tora, nämlich in Lev 26 EU und Dtn 28 EU ausgeführt.

Hieraus folgert LaSor, dass der Dekalog nie als Moralkodex konzipiert war, sondern als Verordnung, die das Bundesverhältnis regelt und als Grundvoraussetzung der gnädigen Zuwendung Gottes zum Volk Israel gesetzt wurde. Halte sich das Volk nicht an diese Gebote, breche es folglich den Bund und höre in gewissem Sinne auf, Gottes Volk zu sein. Aus diesem Zusammenhang lasse sich auch die weitere Geschichte Israels verstehen. Das Volk entferne sich immer wieder von JHWH; dieser leite dann eine Art Gerichtsverfahren ein, indem er zuerst die Propheten sende, die das Volk letztmals zur Umkehr rufen und ihm das drohende Gericht ankündigen. Erst danach lasse er seinen Fluch über das Volk kommen.

### Entstehungsprozess
Die Zehn Gebote sind in einem jahrhundertelangen Prozess entstanden und zusammengewachsen. Sie waren anfangs nur eine von mehreren formal wie inhaltlich verwandten Gebotsreihen, die JHWHs Willen zusammenfassten: Ex 34,17–26 , Lev 19,1f ,11–18 , Dtn 27,15–26  – ein sogenannter Dodekalog (Zwölfwort), eventuell bezogen auf die Zwölf Stämme Israels – und Ez 18,5–9 . Auch die beiden Dekalogvarianten enthalten je zwölf Einzelforderungen, die aber schon innerhalb der Tora als „Zehnwort“ (Ex 34,28 ) bezeichnet und entsprechend eingeteilt wurden. Die älteste bekannte Bibelhandschrift zum Dekalog, der Papyrus Nash (um 100 v. Chr.), bezeugt einen Mischtext aus Ex 20 und Dtn 5. Demnach war der Dekalog damals noch nicht endgültig formuliert, sondern wurde bis zum Abschluss des jüdischen Bibelkanons (um 100 n. Chr.) weiterentwickelt.
Die ersten drei Gebote (nach lutherischer und katholischer Zählung) sind als direkte Gottesrede formuliert und ausführlich begründet (Ex 20,2–6). Die folgenden knappen und unkonditionalen Einzelweisungen (Ex 20,7–17) reden von Gott in der dritten Person. Beide Teile entstanden daher wohl unabhängig voneinander, wurden nachträglich miteinander verknüpft und zuletzt gemeinsam unter Gottes einleitende Selbstvorstellung gestellt. Erst dadurch erhielten die „Prohibitive“ (unbedingt ausschließende Verbote), deren persönliche Anredeform im altorientalischen Recht verbreitet war, den Charakter eines gesamtisraelitischen Bundesrechts.
Ähnliche Selbstvorstellungen JHWHs (Hos 13,4 ; Ps 81,11 ) und Kritikreihen am Maßstab der Sozialgebote (Hos 4,2 ; Jer 7,9 ) findet man in der Prophetie im Tanach. Darum wird eine Vorform des Dekalogs, die das erste Gebot mitsamt dem Ausschluss anderer Götter und einige weitere Gebote enthielt, spätestens in das 8. Jahrhundert v. Chr. datiert. Die einzelnen Sozialgebote stammen aus nomadischer Zeit (1.500–1.000 v. Chr.) und reflektieren deren Verhältnisse: etwa das Verbot, Vieh, Sklaven und Frau des Nächsten zu begehren. Sie wurden aus vielen ähnlichen Weisungen an Sippenangehörige gezielt ausgewählt, um Gottes Willen so allgemeingültig wie möglich zusammenzufassen.
Da Ex 20 den Erzählfaden der Tora unterbricht, während Dtn 5 die vorangehende und folgende Moserede verbindet, waren die Zehn Gebote als selbständige Einheit in verschiedenen Zusammenhängen zitierbar. Nach Lothar Perlitt wurde diese Einheit von den Autoren des deuteronomistischen Geschichtswerks im 7. Jahrhundert v. Chr. geschaffen. Doch die Exodusversion des Sabbatgebots spielt auf Gen 2,2f  an, das zum priesterschriftlichen Schöpfungsbericht gehört: Demnach wurden die ersten drei Gebote wahrscheinlich erst ab dem Babylonischen Exil (586–539 v. Chr.) vor eine schon bestehende Verbotsreihe gestellt. Erst die Abschlussredaktion der fünf Bücher Mose stellte die bestehende Reihe beide Male den folgenden Gesetzeskorpora voran.
Dies gab den Zehn Geboten ihre überragende Bedeutung als lebensnotwendige Grundregeln für alle Lebensbereiche in der weiteren Geschichte von Juden- und Christentum. Sie gelten gläubigen Juden und Christen als Kern und Konzentrat der Offenbarung Gottes an Mose, den zum Führer Israels berufenen Empfänger und Vermittler seines Willens für das erwählte Gottesvolk.
Für die Gebote der Kulttafel gibt es keine außerbiblischen Parallelen. Dagegen wurden die sozialen Gebote des Dekalogs mit außerbiblischen Texten wie dem „Negativen Sündenbekenntnis“ (Kapitel 125 im Ägyptischen Totenbuch, um 1500 v. Chr.) verglichen, das dem Bericht des Porphyrios über das ägyptische Totengericht zugrunde lag: „Ich habe die Götter, die meine Eltern mich gelehrt haben, verehrt alle Zeit meines Lebens, und jene, die mir das Leben geschenkt haben, habe ich immer in Ehren gehalten. Von den anderen Menschen aber habe ich keinen getötet und keinen eines mir anvertrauten Gutes beraubt noch sonst ein nicht wiedergutzumachendes Unrecht begangen […]“ Die hier indirekt vorausgesetzten Regeln und ihre Abfolge (Götter verehren, Vater und Mutter ehren, nicht töten, nicht rauben, kein sonstiges Unrecht begehen) verglich schon John Marsham, ein Bibelexeget des 17. Jahrhunderts, mit dem Dekalog. Frühere Alttestamentler verglichen diesen direkt mit den im Totenbuch gelisteten 42 Verfehlungen. Weil dieses keine Parallelen zum Gebot der Alleinverehrung, der Sabbatruhe und Bilderverbot enthält, seine Textform anders ist und in magischen Zusammenhängen steht, sehen heutige Wissenschaftler, wie der Ägyptologe Jan Assmann und der Alttestamentler Matthias Köckert, darin kein Vorbild für den Dekalog und die JHWH-Religion.

## Einteilungen
Ex 20,2–17 nennt weder Gebotszahl noch Gebotstafeln; ihre Identität mit den „Zehn Worten“ (Ex 34,28 ) ergibt sich aus Dtn 4,12–13 ; 5,22  und 10,4 . Die doppelt überlieferte Dekalogrede enthält jedoch elf Verbots- und zwei Gebotssätze, wobei Fremdgötter-, Bilder- und Verehrungsverbote sowie Arbeits- und Ruhegebot als thematische Einheiten erscheinen. Daraus entwickelten sich schon seit etwa 250 v. Chr. verschiedene Versuche, die Rede in zehn Einzelgebote einzuteilen und so die biblische Zehnernorm zu wahren. Die Zehnzahl war auch eine Lern- und Merkhilfe, da man die Gebote so an den Fingern abzählen konnte, und in magischer Zahlensymbolik bedeutsam.
Auch veranlassten die biblisch überlieferten Gebotstafeln wohl schon vor der Zeitenwende eine Zweiteilung des Dekalogs, meist in eine auf das Verhalten zu Gott bezogene „Kulttafel“ (Selbstvorstellung bis Sabbatgebot) und eine auf das Verhalten untereinander bezogene „Sozialtafel“ (Elterngebot bis Begehrensverbote).
Juden zählen JHWHs Selbstvorstellung im ersten Satz gemäß dem Anfang des Gebets Schma Jisrael als erstes, die beiden Folgesätze gemeinsam als zweites Gebot. Sie folgen damit dem Talmud, der nicht zwischen Fremdgötter- und Bilderverbot unterschied, sondern gemäß Dtn 5,8  die Verehrung von in Kultbildern dargestellten Fremdgöttern verbietet. In Spannung dazu steht, dass bei der Zählung der insgesamt 613 Regeln des Tanach im „Dekalog“ 14 Gebote identifiziert werden.
Orthodoxe, Reformierte und Anglikaner dagegen orientieren sich an Ex 20 und trennen Fremdgötter- und Bilderverbot, so dass letzteres auch Bilder des eigenen Gottes verbietet. Sie fassen aber wie Juden die Verbote, eine andere Frau und fremde Güter zu begehren, als ein Gebot zusammen.
Katholiken und Lutheraner zählen Selbstvorstellung, Fremdgötter- und Bilderverbot als gemeinsames erstes Gebot. Damit lassen sie das Bilderverbot allenfalls für den eigenen Gott gelten; vielfach wurde es als für Christen ungültig vernachlässigt. Um die Zehnzahl zu bewahren, unterteilen sie das Verbot des Begehrens in zwei Verbote, die sie jedoch verschieden anordnen. Unter das Sechste Gebot (Verbot des Ehebruchs) werden insbesondere in der römisch-katholischen Moraltheologie traditionell sämtliche Verstöße gegen die Sexualmoral gefasst, also auch „Unzucht“ und andere sexuelle Regelverletzungen innerhalb und außerhalb der Ehe.
| Thema                   | Juden | Anglikaner, Reformierte, viele Freikirchen | Orthodoxe, Adventisten | Katholiken          | Lutheraner          |
| ----------------------- | ----- | ------------------------------------------ | ---------------------- | ------------------- | ------------------- |
| Selbstvorstellung JHWHs | 1     | Präambel                                   | 1                      | 1                   | 1                   |
| Fremdgötterverbot       | 2     | 1                                          | 1                      | 1                   | 1                   |
| Bilderverbot            | 2     | 2                                          | 2                      | 1                   | 1                   |
| Namensmissbrauchsverbot | 3     | 3                                          | 3                      | 2                   | 2                   |
| Sabbatgebot             | 4     | 4                                          | 4                      | 3                   | 3                   |
| Elterngebot             | 5     | 5                                          | 5                      | 4                   | 4                   |
| Mordverbot              | 6     | 6                                          | 6                      | 5                   | 5                   |
| Ehebruchsverbot         | 7     | 7                                          | 7                      | 6                   | 6                   |
| Diebstahlsverbot        | 8     | 8                                          | 8                      | 7                   | 7                   |
| Falschzeugnisverbot     | 9     | 9                                          | 9                      | 8                   | 8                   |
| Begehrensverbot         | 10    | 10                                         | 10                     | 9 (Frau)            | 9 (Haus)            |
| Begehrensverbot         | 10    | 10                                         | 10                     | 10 (Haus und Güter) | 10 (Frau und Güter) |

## Katechetische Überlieferung
Zum Zwecke der Glaubensunterweisung (Katechese) wurden die zehn Gebote in kurzer und vereinfachter Form formuliert. Die Gegenüberstellung der einzelnen Fassungen zeigt eine weitgehende Übereinstimmung in den einzelnen Fassungen, bei zum Teil abweichender Zählung:
| Zählung (luth.; röm.-kath.) | Kleiner Katechismus (Luther) (1529) | Der römische Katechismus (1566) | Großer Katechismus (Luther) (1529/1580) | Gotteslob (1975)                                                                                 | Katholischer Erwachsenen-Katechismus (1995)                                                | Katechismus der Katholischen Kirche (1997)                                   | EKD (2022) (lutherische Zählung)                                                                     |
| --------------------------- | --- | --- | --- | ------------------------------------------------------------------------------------------------ | ------------------------------------------------------------------------------------------ | ---------------------------------------------------------------------------- | --- |
| 1                           | Ich bin der Herr, dein Gott. Du sollst nicht andere Götter haben neben mir.                                                                         | Du sollst keine fremden Götter neben mir haben. | Du sollst nicht andere Götter haben. | Ich bin der Herr, dein Gott. Du sollst neben mir keine anderen Götter haben.                     | Du sollst keine anderen Götter neben mir haben.                                            | Ich bin der Herr, dein Gott. Du sollst keine anderen Götter neben mir haben. | Ich bin der Herr, dein Gott. Du sollst keine anderen Götter haben neben mir.                         |
| 2                           | Du sollst den Namen des Herrn, deines Gottes, nicht unnütz gebrauchen; denn der Herr wird den nicht ungestraft lassen, der seinen Namen mißbraucht. | Du sollst den Namen des Herrn deines Gottes nicht vergebens nennen. | Du sollst Gottes Namen nicht vergeblich führen.                                                                                                  | Du sollst den Namen des Herrn, deines Gottes, nicht missbrauchen.                                | Du sollst den Namen Gottes nicht verunehren.                                               | Du sollst den Namen Gottes nicht verunehren.                                 | Du sollst den Namen des Herrn, deines Gottes, nicht missbrauchen.                                    |
| 3                           | Du sollst den Feiertag heiligen. | Gedenke, dass du den Tag des Sabbats heiligst. | Du sollst den Feiertag heiligen. | Gedenke des Sabbats: Halte ihn heilig.                                                           | Gedenke, daß du den Sabbat heiligst.                                                       | Gedenke, dass du die Feiertage heiligst.                                     | Du sollst den Feiertag heiligen.                                                                     |
| 4                           | Du sollst deinen Vater und deine Mutter ehren, auf daß dir’s wohlgehe und du lange lebest auf Erden.                                                | Ehre deinen Vater und deine Mutter, damit du lange lebest in dem Lande, welches dir den Herr dein Gott geben wird.                                                                       | Du sollst deinen Vater und Mutter ehren. | Ehre deinen Vater und deine Mutter.                                                              | Du sollst Vater und Mutter ehren.                                                          | Ehre deinen Vater und deine Mutter.                                          | Du sollst deinen Vater und deine Mutter ehren.                                                       |
| 5                           | Du sollst nicht töten. | Du sollst nicht töten. | Du sollst nicht töten. | Du sollst nicht morden.                                                                          | Du sollst nicht töten.                                                                     | Du sollst nicht töten.                                                       | Du sollst nicht töten.                                                                               |
| 6                           | Du sollst nicht ehebrechen. | Du sollst nicht ehebrechen. | Du sollst nicht ehebrechen. | (6. und 9.) Du sollst nicht ehebrechen. Du sollst nicht nach der Frau deines Nächsten verlangen. | (6. und 9.) Du sollst nicht ehebrechen, Du sollst nicht begehren, deines Nächsten Frau.    | Du sollst nicht ehebrechen.                                                  | Du sollst nicht ehebrechen.                                                                          |
| 7                           | Du sollst nicht stehlen. | Du sollst nicht stehlen. | Du sollst nicht stehlen. | (7. und 10.) Du sollst nicht stehlen. Du sollst nicht das Haus deines Nächsten begehren.         | (7. und 10.) Du sollst nicht stehlen Du sollst nicht begehren deines Nächsten Hab und Gut. | Du sollst nicht stehlen.                                                     | Du sollst nicht stehlen.                                                                             |
| 8                           | Du sollst nicht falsch Zeugnis reden wider deinen Nächsten.                                                                                         | Du sollst kein falsches Zeugnis geben wider deinen Nächsten. | Du sollst nicht falsch Zeugnis reden wider deinen Nächsten.                                                                                      | Du sollst nicht falsch gegen deinen Nächsten aussagen.                                           | Du sollst kein falsches Zeugnis geben wider deinen Nächsten.                               | Du sollst kein falsches Zeugnis geben gegen deinen Nächsten.                 | Du sollst nicht falsch Zeugnis reden wider deinen Nächsten.                                          |
| 9                           | Du sollst nicht begehren deines Nächsten Haus. | (9. und 10.) Du sollst nicht begehren deines Nächsten Haus; du sollst nicht begehren sein Weib, noch seinen Knecht, noch seine Magd, noch seinen Ochsen, Esel, noch alles, was sein ist. | (9. und 10. Gebot) Du sollst nicht begehren deines Nächsten Haus / Du sollst nicht begehren seines Weibes, Knecht, Magd, Vieh oder was sein ist. | (siehe 6. Gebot)                                                                                 | (siehe 6. Gebot)                                                                           | Du sollst nicht begehren deines Nächsten Frau.                               | Du sollst nicht begehren deines Nächsten Haus.                                                       |
| 10                          | Du sollst nicht begehren deines Nächsten Weib, Knecht, Magd, Vieh noch alles, was sein ist.                                                         | (siehe 9. Gebot) | (siehe 9. Gebot) | (siehe 7. Gebot)                                                                                 | (siehe 7. Gebot)                                                                           | Du sollst nicht begehren deines Nächsten Gut.                                | Du sollst nicht begehren deines Nächsten Frau, Knecht, Magd, Vieh noch alles, was dein Nächster hat. |

## Auslegungen

### Judentum
Bis 70 wurde der Dekalog täglich im Jerusalemer Tempel verlesen. Er war nach einigen Schriftrollen vom Toten Meer sowie samaritanischen Inschriften auch Teil der Tefillin.
Philon von Alexandria verfasste um 40 den Traktat De decalogo. Er verstand ihn als einzige direkte Offenbarung Gottes und teilte ihn in zweimal fünf Gebote ein, um so eine Analogie zu den „ewigen Ideen“ Platons und zehn Kategorien des Aristoteles herzustellen. Sie waren für ihn „Hauptpunkte“ (Grundprinzipien) aller Toragebote, ja aller Gesetze überhaupt, die er in zehn jedem Dekaloggebot zugeordnete Themengruppen einteilte.
Das Rabbinat lehnte um 100 einen solchen Vorrang des Dekalogs und darum auch seine tägliche Lesung ab. Es reagierte damit eventuell auf „Minim“ (gemeint waren primär abtrünnige Juden, in späteren rabbinischen Handschriften auch Judenchristen), die behaupteten: Am Sinai habe Gott nur den Dekalog offenbart, alle übrigen Gebote müssten nicht unbedingt befolgt werden. Dennoch blieb dieser nach Fragmenten aus der Geniza von Kairo Teil des täglichen privaten jüdischen Morgengebets, wo er bis heute rezitiert wird.
Im Talmud gesammelte rabbinische Exegese betont die besondere Wichtigkeit der ersten Gebote, in denen Gott in Ich-Form das Volk direkt anredet. Sie fasste Gottes Selbstvorstellung als eigenständiges erstes, Fremdgötter- und Bilderverbot gemeinsam als zweites und die Verbote des Begehrens gemeinsam als zehntes Gebot auf. So entspricht der Ehrung des einzigen befreienden Gottes die Absage an alle anderen Götter, die üblicherweise in Bildern verehrt wurden. Wichtige Auslegungen des Dekalogs waren die Midraschim Mek, PesR (21–24) und Aseret Hadibberot (10. Jahrhundert). Umstritten war, ob die beiden überlieferten Gebotstafeln je eine Hälfte des Dekalogs oder beide den ganzen Text enthielten. Seit etwa 250 v. Chr. wurden die Dekaloggebote auf die Gottes- und die Nächstenliebe verteilt, die als gleichrangig eingeschärft wurden, so dass man Gott nur lieben könne, indem man die konkreten Sozialgesetze der Tora erfülle. Im siebten und zehnten Gebot sah man die übrigen impliziert, da ihr Bruch unweigerlich den Bruch der anderen Gebote nach sich ziehe.
Im Hochmittelalter wurden die Unterschiede des Wortlauts in Ex 20 und Dtn 5 spekulativ erklärt: Gott bzw. Mose hätten beide Versionen zugleich verkündet, beide seien daher gleichwertig. Für Abraham ibn Esra hatten die geringfügig verschiedenen Worte oder Buchstabenkombinationen in jedem Fall dieselbe Bedeutung; größere Zusätze in Dtn 5 erklärte er als von Mose ergänzte Erläuterungen. Nachmanides dagegen sah Ex 20 und Dtn 5 als dieselbe, von Mose überlieferte Gottesrede; vorausgegangen sei die in Ex 19,16–19 und Ex 20,18–21, gefolgt die in Dtn 5,22f. beschriebene Volksreaktion. In Ex 20 / Dtn 5 zählte Isaak Abrabanel 13 Einzelgebote und verstand die „zehn Worte“ nach Dtn 4,13; 10,4 daher als Redeabschnitte. Dies reflektierten die masoretischen Akzentsysteme: Infralineare Akzente unterteilten den Text in zehn, supralineare in 13 Einheiten. Erstere wurden eher für private, letztere für öffentliche gottesdienstliche Lesungen verwendet.
Saadia ben Joseph Gaon sah ähnlich wie Philo alle 613 Toragebote im Dekalog inbegriffen. Er beschrieb die Dekaloggebote poetisch als ihren Ursprung, indem er sie auf 613 Buchstaben von Ex 20 zurückführte. Er übernahm sie auch in die Gottesdienstliturgie des Schawuotfestes. Jehuda Hallevi nannte den Dekalog die „Wurzel des Wissens“. Josef Albo verstand die erste Tafel theologisch, die zweite ethisch, und beide zusammen als Hauptinhalt der Religion. Abraham bar Chija und ähnlich Samuel David Luzzatto teilten Dekalog und sonstige Toragebote in die drei Kategorien „Gott und Mensch“, „Mensch und Familie“, „Mensch und Mitmensch“ ein.
In der jüdischen Orthodoxie wird der Dekalog nur als Teil eines regulären Tora-Abschnitts und beim Schawuot-Fest verlesen, wobei die Gemeinde stehend zuhört. Dieser Praxis widersprach Maimonides: Die Menschen sollten nicht glauben, ein Teil der Tora sei wichtiger als andere. Das Reformjudentum führte die Dekaloglesung in den wöchentlichen Sabbat-Gottesdienst ein.

### Neues Testament
Im Neuen Testament werden die Zehn Gebote als allgemein bekannte und gültige Willenserklärung Gottes für alle Juden vorausgesetzt. Sie werden daher nirgends insgesamt wiederholt, sondern zu jeweils passenden Anlässen einzeln zitiert und gedeutet.
Jesus von Nazaret zitierte laut den synoptischen Evangelien öfter einzelne Dekaloggebote und legte sie aus. Nach Mk 12,28–34  knüpfte er an die im rabbinischen Judentum längst übliche Konzentration der ganzen Tora auf das Doppelgebot der Gottes- und Nächstenliebe an. Indem er die Nächstenliebe dem ersten Gebot gleichstellte, gab er ihr Vorrang vor allen Einzelgeboten. Die als „Antithesen“ zusammengestellten Torapredigten der Bergpredigt (Mt 5–7) kommentieren die Dekaloggebote „morde nicht“ (Mt 5,21 ff.), „brich nicht die Ehe“ (Mt 5,27 ff.) und indirekt „rede kein Falschzeugnis“ (Mt 5,33 ff.) im Sinne dieses obersten Maßstabs: Sie verschärfen sie, indem sie schon die falsche innere Einstellung zum Nächsten als Bruch und Vergehen gegen Gott erklären. Schon Hass morde, schon ein begehrlicher Blick breche die Ehe, jeder Eid, nicht erst der Meineid vor Gericht wird verboten, da die Bekräftigung einer Aussage im Schwur impliziert, dass ohne sie die Aussage gelogen sein könnte. In der matthäischen Komposition der Bergpredigt folgen diese Auslegungen den „Seligpreisungen“ an das Volk der Armen. Diese treten somit an die Stelle der „Präambel“ des Dekalogs. Die unbedingte Zusage des Reiches Gottes an die Armen aktualisiert die Zusage „Ich bin JHWH, dein Gott, der dich aus Ägyptenland befreit hat“: Der vergangenen Befreiungstat Gottes entspricht eine kommende Befreiung und Herstellung von Gerechtigkeit für alle Armen, wie sie das Judentum vom Messias erwartet.
Die Zusammenstellung legt nahe, dass Jesus alle zehn Gebote je nach Situation mit einer Halacha mündlich auslegte. Ein ausdrücklicher Kommentar zum Fremdgötterverbot ist seine Predigt zum Vorratsammeln (Mt 6,19–24 ). Das Anhäufen von Besitz und Reichtümern mache diese zum Götzen (Mammon) und stehe dem notwendigen Teilen mit den Armen entgegen. Damit widerspreche es der Liebe zu dem Gott, der die Armen liebt: „Wo dein Schatz ist, da ist dein Herz … Niemand kann zwei Herren dienen.“ Aus demselben Grund ordnete Jesus wie andere damalige Toralehrer nach Mk 2,27  das Sabbatgebot der Lebensrettung und dem Heilen von Menschen unter und erlaubte seinen Nachfolgern den Sabbatbruch bei akuter Lebensgefahr.
Nach Mk 10,19  verwies er einen reichen Großgrundbesitzer, der ihn nach den Bedingungen für seinen Eintritt in das Reich Gottes fragte, auf den Dekalog als gültigen Willen Gottes, den die Version Mt 19,18 f. mit dem Verweis auf das Gebot der Nächstenliebe ergänzt. Dem Fragenden fehle eins, um Gottes Reich zu erlangen: das Aufgeben allen Besitzes zu Gunsten der aktuell Armen (v. 21). Dies deutet das zehnte Gebot in gleichem Sinn wie das erste: Anhäufen und Festhalten von Reichtum sei Raub an den Armen. Was die Zehn Gebote negativ ausschließen, erhält durch Jesu Ruf in die Nachfolge eine positive Zielrichtung: Gottes endgültiger Wille sei nicht die Bewahrung einer bestehenden, sondern die Anbahnung einer neuen Ordnung, in der die Armen zu ihrem Recht kommen.
Das Gebot der Elternehrung hat Jesus nach Mk 3,35  relativiert: „Wer den Willen Gottes erfüllt, der ist für mich Bruder und Schwester und Mutter.“ Nach Mk 7,9–13  hat er es aber für Juden allgemein gelten lassen und gegen ungültige Gelübde, die die Eltern materiell belasteten, bekräftigt. Da zur Nachfolge Jesu das Aufgeben der familiären Bindungen gehörte, fordern frühe Aussendungsregeln aus der Logienquelle die Unterordnung der Eltern- unter die Gottesliebe (Mt 10,37 ) und sogar die Geringachtung der eigenen Verwandten gegenüber der Liebe zu Jesus (Lk 14,26 ).
Für Paulus von Tarsus hat Jesus Christus als einziger Mensch Gottes Willen ganz erfüllt. Von seiner, nicht unserer Erfüllung hänge das Heil ab; wer die Tora weiterhin zum Heilsweg erkläre, leugne das Heil, das Gott mit Kreuz und Auferweckung Jesu für alle Menschen geschaffen habe (Galaterbrief). Wie für Jesus, so erfüllt auch für Paulus die Nächstenliebe alle Gebote der Tora (Gal 5,6+14  und Gal 6,2 ) und hebt sie damit unter Umständen auf. Deshalb erhielten die Toragebote bei ihm einen neuen Stellenwert: Besonders die Kult- und Opfergebote, die als Konkretion des ersten und zweiten Gebots im Pentateuch breiten Raum einnehmen, spielten für Paulus keine entscheidende Rolle mehr. Kultische Reinheit vor Gott sei nicht durch menschliche Anstrengung zu erwerben, sondern durch den Sühnetod Jesu Christi letztgültig erworben worden.
Besonders im Römerbrief spielte Paulus auf die Sozialgebote des Dekalogs an (Röm 2,21f : siebtes und sechstes Gebot; 13,9 : neuntes und zehntes Gebot). Indem er sie dem Gebot der durch Jesu Lebenshingabe erfüllten Nächstenliebe unterstellte, verallgemeinerte er sie: Die Liebe zum Anderen löse jedes „Begehren“ (ohne besonderes Objekt) ab. Denn diese Sünde habe Christi Weg ans Kreuz aufgedeckt (7,7 ). Der Folgesatz 13,10  („die Liebe tut dem Nächsten nichts Böses“) bezieht sich auf das Böse zurück, das die römische Staatsmacht den Christen zufügte und dem sie mit Gewaltverzicht, Wohltaten und Opferbereitschaft begegnen sollten: „Lass dich nicht vom Bösen überwinden, sondern überwinde das Böse mit Gutem!“ (12,17–21 ). Darum sollten sich die verfolgten Christen den römischen Staatsbeamten unterordnen und ihnen Steuern zahlen (13,1ff ), sich aber nicht deren heidnischen Sitten anpassen, sondern im Vertrauen auf Gottes Endgericht innergemeindliche Solidarität üben (13,10–14 ). Ihre Feindesliebe sollte die Zehn Gebote auch der heidnischen Umwelt als vernünftige Ethik nahebringen. Das war für Paulus möglich, weil Christus seinen Nachfolgern den Heiligen Geist geschenkt habe, der ihnen das „Gesetz des Lebens“ einpflanze und sie von allem bloßen Buchstabenglauben zur Liebe befreie (8,2ff ).
In Eph 6,2  begründet eine frühchristliche Haustafel die Mahnung an die Kinder, ihren Eltern zu gehorchen, mit dem vierten Gebot. Jak 2,11  begründet Gottes Erwählung der Armen mit dem Dekalog und mahnt die Christen: Der Bruch eines Einzelgebots breche bereits Gottes ganzen Willen. Offb 9,21  spielt im Rahmen einer Vision vom Endgericht auf das fünfte bis siebte Gebot an. Somit blieb der ganze Dekalog für die Urchristen gültig.

### Alte Kirche
Altkirchliche Theologen wie Irenäus von Lyon, Justin der Märtyrer und Tertullian sahen eine inhaltliche Übereinstimmung des Dekalogs mit den wichtigsten ethischen Prinzipien, die der Mensch von Natur aus kenne. Sie begründeten damit eine Auslegungstradition, die den Dekalog mit dem Naturrecht identifizierte oder analogisierte.
Augustinus von Hippo dagegen verstand den Dekalog als Entfaltung des Doppelgebots der Gottes- und Nächstenliebe. Demgemäß wies er die ersten drei Gebote der Gottes-, die anderen sieben der Nächstenliebe zu. Nur durch die Liebe Christi habe sich der Fluch des Gesetzes, das die menschliche Sünde aufdecke, in eine Gabe der Gnade verwandelt, so dass der Dekalog zur Norm christlichen Lebens werden könne.

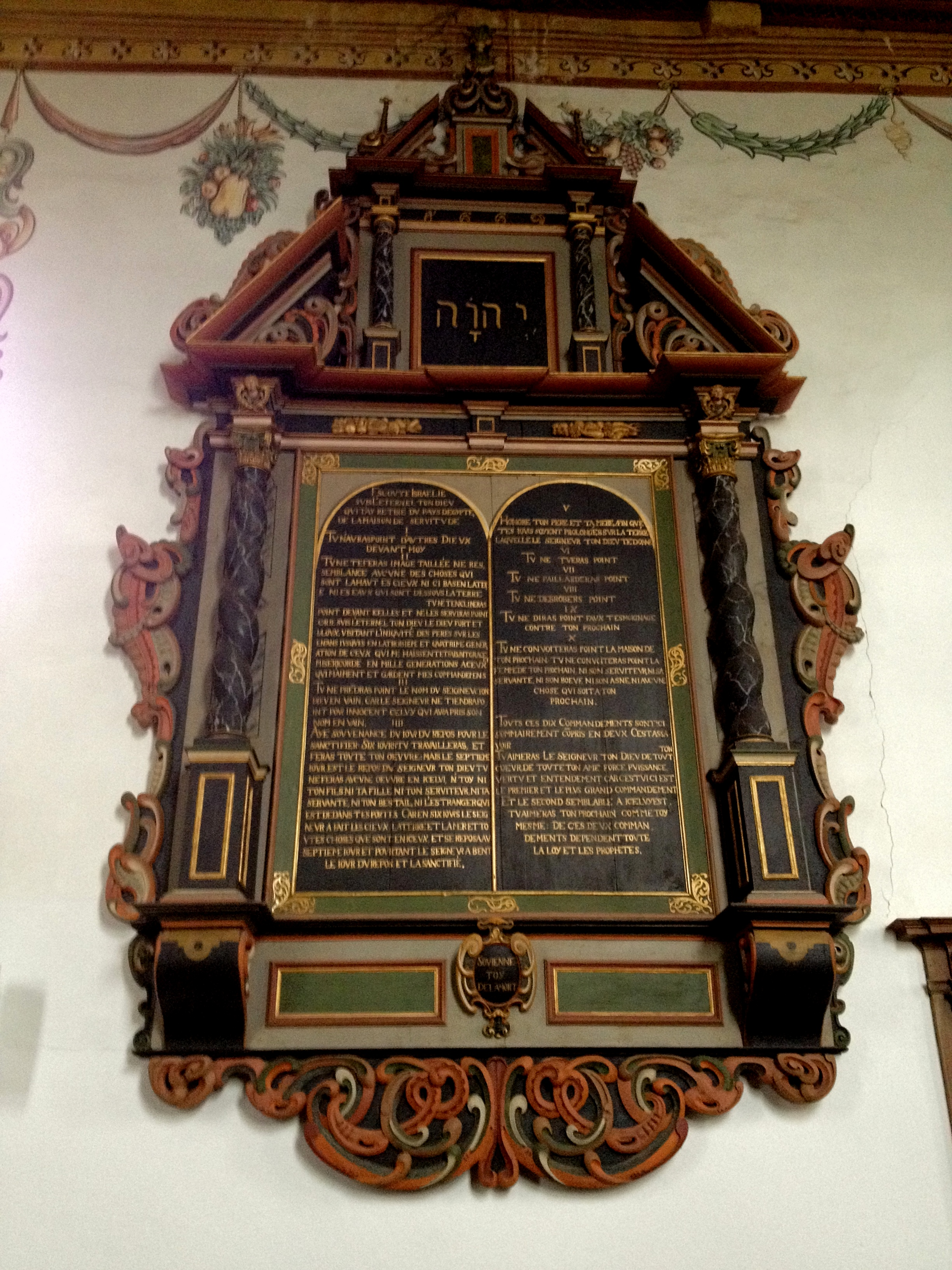
Der Dekalog in der Kirche von Ligerz

### Römisch-katholische Kirche
In der Scholastik wurde der Dekalog meist nicht als Ganzes ausgelegt, sondern einzelne Dekaloggebote im Rahmen einer Tugendlehre. Bei Petrus Lombardus und ausführlich bei Thomas von Aquin wurde der Dekalog zum Hauptbestandteil ihrer Lehre vom „Gesetz“ im Gegenüber zur Lehre von der Gnade.
Nach dem Konzil von Trient (1545–1563) wurde der Dekalog Grundlage für eine katholische Morallehre und Gewissenserforschung, zunächst zur Ausbildung von Beichtvätern. Er blieb fortan Gliederungsprinzip für verbindliche ethische Lebensregeln bzw. christliche Pflichten, wobei Verbote ein Übergewicht erhielten. Dabei wurden diese von ihrem historischen Entstehungskontext gelöst, so dass sie entweder als strenge unveränderliche Gesetze oder als zeitlose und damit beliebig zu befolgende allgemeine Normen erschienen.
Der Katholische Katechismus zitiert den ersten Satz, das Fremdgötter- und das Bilderverbot zusammen als erstes Gebot.
Im Katechismus der Katholischen Kirche (KKK, 1. Auflage 1992) steht zwischen den Absätzen 2330 und 2331: „Du sollst nicht die Ehe brechen.“ Nach KKK 2351 werden Unkeuschheit und in 2352 Masturbation als ungeordnet bzw. unreif beschrieben.

### Evangelische Kirchen
Martin Luthers Großer Katechismus beginnt mit dem Fremdgötterverbot, das für sich als erstes Gebot erscheint. Dann schließt als zweites Gebot das Verbot des Namensmissbrauchs an. Sein Kleiner Katechismus dagegen zitiert Selbstvorstellung und Fremdgötterverbot gemeinsam als erstes, das Verbot des Namensmissbrauchs als zweites Gebot. Das Bilderverbot nennt Luther weder im Großen noch im Kleinen Katechismus direkt. Lutheraner folgen Ex 20  und unterscheiden innerhalb des Verbotes, fremden Besitz zu begehren, zwischen dem erstgenannten „Haus“ und den übrigen Gütern, zu denen die „Frau“, Knechte und Tiere gehören. Die beiden Verbote bilden hier je ein eigenes, das neunte und das zehnte Gebot.
Anglikaner und Reformierte folgen wie die Juden der Exodusversion des Dekalogs. Sie sehen Gottes Selbstvorstellung als „Präambel“ gegenüber allen folgenden Geboten. Die Reformierten und die Siebenten-Tags-Adventisten trennen Fremdgötter- und Bilderverbot. Deshalb fehlen bei ihnen alle Bilder, nicht nur Götterbilder im Gottesdienstraum. Anglikaner und Reformierte beziehen das zehnte Gebot auf das „Haus“ des Nächsten, das im biblischen Sprachgebrauch auch allen familiären Anhang und Besitz umfasste.
Durch das Zusammentreffen dieser beiden Abweichungen am Anfang und Ende des Dekalogs ergeben sich in beiden Fassungen insgesamt zehn Gebote, wobei aber die Nummern aller dazwischenstehenden Gebote auseinanderklaffen. Dem zweiten bis achten Gebot der lutherischen/katholischen Zählung entsprechen das dritte bis neunte Gebot der reformierten/jüdischen Zählung. Was also z. B. mit einem „Verstoß gegen das vierte Gebot“ gemeint ist, hängt davon ab, ob aus reformierter oder lutherischer Perspektive gesprochen wird.
Durch die Vereinigung von Lutheranern und Reformierten in zahlreichen deutschen Landeskirchen, die sich daher als uniert bezeichnen, ist für die Frage, welche Fassung des Dekalogs gilt, vielfach auch ein unterschiedlicher Bekenntnisstand innerhalb der Landeskirche in den Blick zu nehmen. Für eine besonders weitgehende Freigabe entschied sich hingegen die 1818 gegründete Evangelische Kirche der Pfalz, deren Vereinigungsurkunde seit 1818 schlicht festlegt, die lutherischen wie die reformierten Bekenntnisschriften „in gebührender Achtung“ zu halten.
Die Pfingstbewegung, die charismatische Bewegung, evangelikale und freikirchliche Christen betonen, dass sich die Zehn Gebote nur ganz oder gar nicht befolgen lassen. Sie lehnen damit eine „säkulare“, nur an den Sozialgesetzen interessierte Übernahme ohne Glauben an den, der laut Bibel die Gebote erlassen hat und ihre gesamte Befolgung verlangt, ab. Damit geht jedoch auch ein gewisser Konservatismus bei der Ausdeutung einzelner Gebote einher.
Die Liberale Theologie betonte im Anschluss an eine spiritualisierende Deutung der Bergpredigt oft, es komme bei allen Geboten weniger auf den Wortlaut als auf die innere Einstellung an.

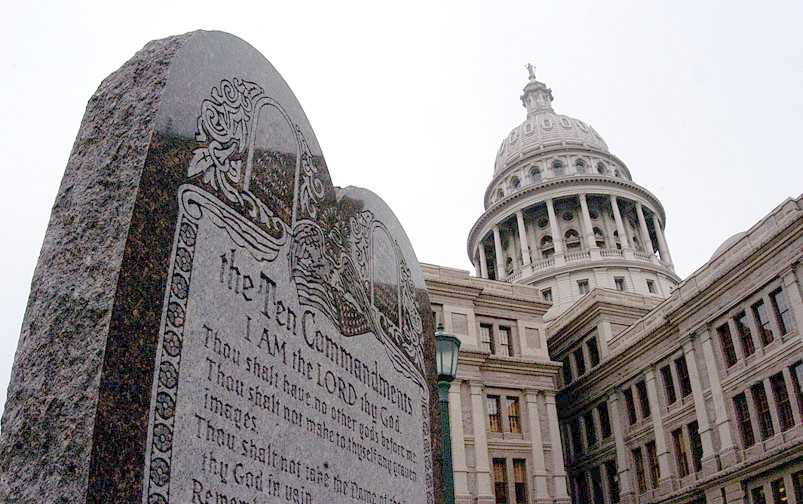
Zehn-Gebote-Tafel am Texas State Capitol in Austin, Texas (auf Englisch)

### Moderne Auslegungen
In der Neuzeit wurde der Dekalog als überzeitliches Kulturerbe und Grundlage autonomer, das heißt durch eigene Einsicht begründeter Ethik aufgefasst und in allgemein einsehbare Vernunftregeln wie den Kategorischen Imperativ übersetzt. Außerhalb der christlichen Kirchen werden die zehn Gebote in Europa oft als „ethisches Minimum“ aufgefasst, wobei diese Einordnung eher an die auf den Mitmenschen bezogenen Gebote der Sozialtafel anknüpft als an die Kulttafel mit ihrem besonderen Gottesbezug. Zudem kennt nur noch eine Minderheit der westeuropäischen Bevölkerung ihren Wortlaut, während sie Christen in den USA und in einer Minderheitssituation (Diaspora) oft gut vertraut sind.

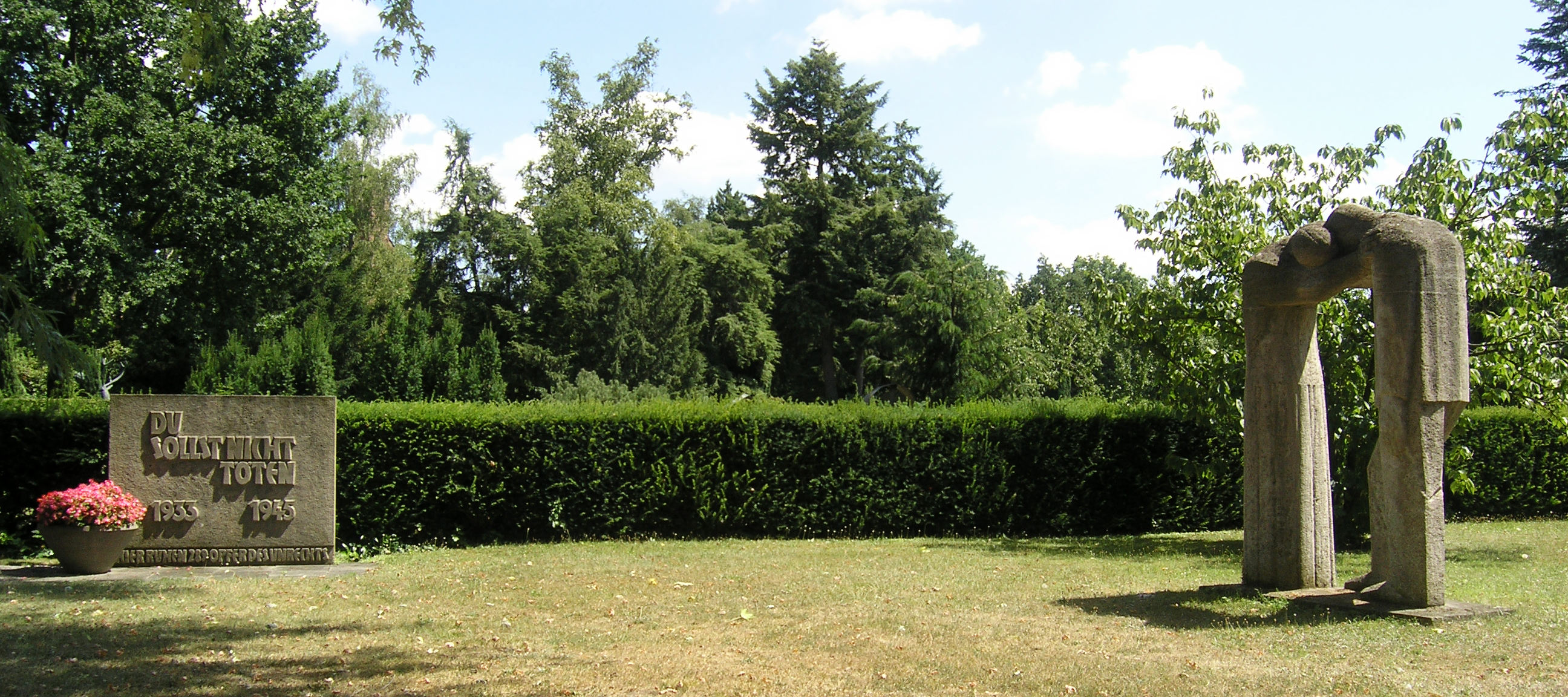
„Du sollst nicht töten“ auf einem Mahnmal für Euthanasie-Opfer

In der Zeit des Nationalsozialismus waren die Zehn Gebote manchmal Basis für kirchlichen Widerspruch zu gesellschaftlichen Entwicklungen. So veröffentlichten die deutschen katholischen Bischöfe am 12. September 1943 einen „Hirtenbrief über die Zehn Gebote als Lebensgesetz der Völker“, in dem sie gegen damalige Massenmorde der Nationalsozialisten protestierten:

„Tötung ist in sich schlecht, auch wenn sie angeblich im Interesse des Gemeinwohls verübt würde: An schuld- und wehrlosen Geistesschwachen und -kranken, an unheilbar Siechen und tödlich Verletzten, an erblich Belasteten und lebensuntüchtigen Neugeborenen, an unschuldigen Geiseln und entwaffneten Kriegs- oder Strafgefangenen, an Menschen fremder Rassen und Abstammung. Auch die Obrigkeit kann und darf nur wirklich todeswürdige Verbrechen mit dem Tode bestrafen.“

## Rezeption

### Rechtsgeschichte
Der Einfluss des Dekalogs auf die europäische Rechtsgeschichte ist noch wenig erforscht worden. Er bildet im biblischen Kontext eine Art Verfassungsentwurf einer volkhaften Gemeinschaft, die sich als durch eine innergeschichtliche Befreiungserfahrung konstituiert und darum ihrem Gott verpflichtet ansieht. Daraus leitet der Dekalog grundlegende Regeln für diese Gemeinschaft und jedes ihrer Mitglieder ab, die für jede Gesellschaftsform verbindlich bleiben sollen.
Vermittelt durch die Kirchengeschichte wirkte der Dekalog weniger gesellschaftsformierend, sondern eher individuell als Inbegriff sogenannter christlicher Tugenden weiter. Für direkte Einflüsse des Dekalogs auf materiales Recht gibt es daher nur wenige historische Beispiele: etwa die spätantike Collatio legum Mosaicarum et Romanorum (um 390), die römische Rechtssätze den Dekaloggeboten zuordnete, oder die mittelalterlichen Gesetze, die Alfred der Große (ca. 849–899) jeweils mit einer Paraphrase des zugehörigen Dekaloggebotes einleitete.
Schon der römische Kaiser Julianus stellte 363 heraus, dass die Gebote der „Kulttafel“ (Fremdgötterverbot, implizit Namensheiligung, und Sabbatgebot) nicht konsensfähig seien, während kaum ein Volk die übrigen Gebote ablehnen würde. Die neuzeitliche Rechtsgeschichte wurde als Versuch gedeutet, ebendiesen vernünftig einsehbaren Rechtskonsens herzustellen, ohne allgemein den Glauben an den Geber dieser für das Zusammenleben unaufgebbaren Grundregeln zu fordern. Heute stellen manche Alttestamentler und Historiker heraus, dass die modernen Menschenrechte zwar gegen den theokratischen Geltungsanspruch des Dekalogs formuliert und durchgesetzt wurden, gleichwohl aber in ihm angelegt und von ihm beeinflusst waren. So sei etwa die Verfassungstheorie des Theologen Emmanuel Joseph Sieyès in der Französischen Revolution von biblischem Recht mitbestimmt gewesen. Das spezifisch jüdische Sabbatgebot hatte in Form der allgemeinen gesetzlichen Sonntagsruhe konkrete rechts- und sozialgeschichtliche Folgen.
In den USA ist das Verhältnis von biblischer Rechtstradition zu den Grundprinzipien der US-Verfassung bis heute umstritten. Versuche von konservativen Christen, dem Dekalog öffentliche Aufmerksamkeit und Geltung etwa in staatlichen Behörden, Schulen, Gerichtsgebäuden zu verschaffen, zogen seit 1945 einige Musterprozesse und Grundsatzurteile des Supreme Court nach sich. Vertreter eines konsequenten Ausschlusses des Dekalogs aus der Öffentlichkeit ist etwa der Philosoph Harry Binswanger, Vorsitzender des Ayn-Rand-Instituts: Er sieht die ersten drei Gebote des Dekalogs als Aufforderungen zur Unterordnung, die sinnvolle Inhalte der Sozialgebote nicht vernunftgemäß begründen könnten, da dies dem Menschenrecht auf individuelle Selbstbestimmung widerspreche.

### Belletristik und religiöse Populärliteratur
Thomas Mann schrieb 1943 in den USA auf Englisch eine Novelle für den Sammelband The Ten Commandments, die er 1944 ins Deutsche übersetzte und unter dem Titel Das Gesetz in Stockholm veröffentlichte. Sie beschreibt die Entstehung der Zehn Gebote romanhaft als Anleitung zur Menschwerdung des Menschen: zitiert nach Karl-Josef Kuschel: Weltethos aus christlicher Sicht (April/Mai 2008)

„Die Juden haben der Welt den universalen Gott und – in den zehn Geboten – das Grundgesetz des Menschenanstandes gegeben. Das ist das Umfassendste, was man von ihrem kulturellen Beitrag sagen kann …“

Obwohl sie nur Israel anreden, seien sie „eine Rede für alle“, deren universale Geltung jeder Hörer unmittelbar verstehen könne. Mann stellte ihren Gegensatz zur nationalsozialistischen Barbarei heraus, die damals jedes allgemeine Fundament der Humanität und Moral außer Kraft zu setzen versuchte:

„Aber Fluch dem Menschen, der da aufsteht und spricht: ‚Sie gelten nicht mehr.‘“

Der katholische Theologe Stephan Sigg hat 2011 ein Jugendbuch „10 gute Gründe für Gott – Die 10 Gebote in unserer Zeit“ herausgegeben, das jungen Leuten die Zehn Gebote nahebringen möchte. Borromäusverein und Sankt Michaelsbund wählten das Buch als „religiöses Kinderbuch des Monats“ April 2011 mit der Begründung: „Die Geschichten sind mit viel Ironie, Humor, aber immer ohne pädagogischen Zeigefinger und belehrenden Unterton unterhaltsam erzählt. Mit ihren meist subtilen inhaltlichen Bezügen zu den Zehn Geboten provozieren sie den Leser zum Nachdenken.“
Im Roman Die Entdeckung des Himmels erzählt Harry Mulisch von einer Suche nach den Gesetzestafeln.
Ephraim Kishon machte die Zehn Gebote zum Inhalt seiner 1994 veröffentlichten Satire Ein Tag im Leben eines wahrhaft Gerechten.

### Musik
- Johann Sebastian Bach schrieb zwei Teile seiner Clavierübung Teil III auf Luthers Lied Dies sind die heilgen zehn Gebot.
- Der Kirchenmusiker Karl Maria Doll schrieb zum Lutherjahr 1995 ein Oratorium Die zehn Gebote.
- Ein Pop-Oratorium „Die 10 Gebote“ von Musicalautor Michael Kunze und Komponist Dieter Falk wurde am 17. Januar 2010 in der Westfalenhalle Dortmund uraufgeführt.
- Die Toten Hosen veröffentlichten 1996 auf Opium fürs Volk ein Lied mit dem Namen Die zehn Gebote.
- Das Musikprojekt E Nomine brachte das Musikstück Die 10 Gebote mit Christian Brückner als Sprecher heraus.
- Jürgen Werth schrieb das Lied Zehn Lebensangebote[54], welches die 10 Gebote als befreienden Wegweiser des Lebens schildert.

### Bilder

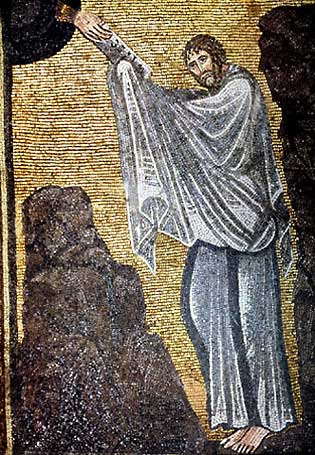
Moses empfängt Gebote. Mosaik, Katharinenkloster (Sinai), 6. Jh.

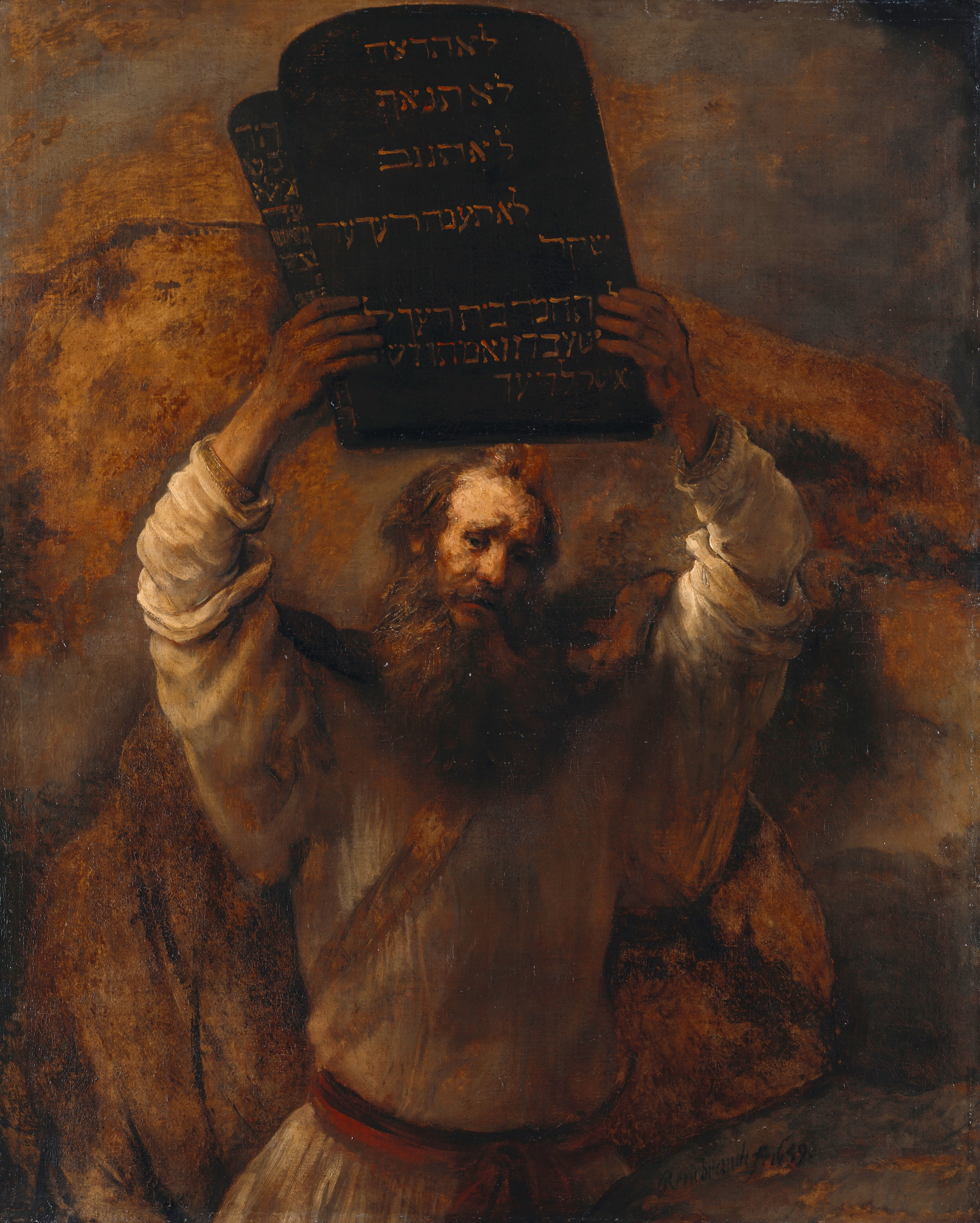
Rembrandt: Moses zerschmettert die Gesetzestafeln

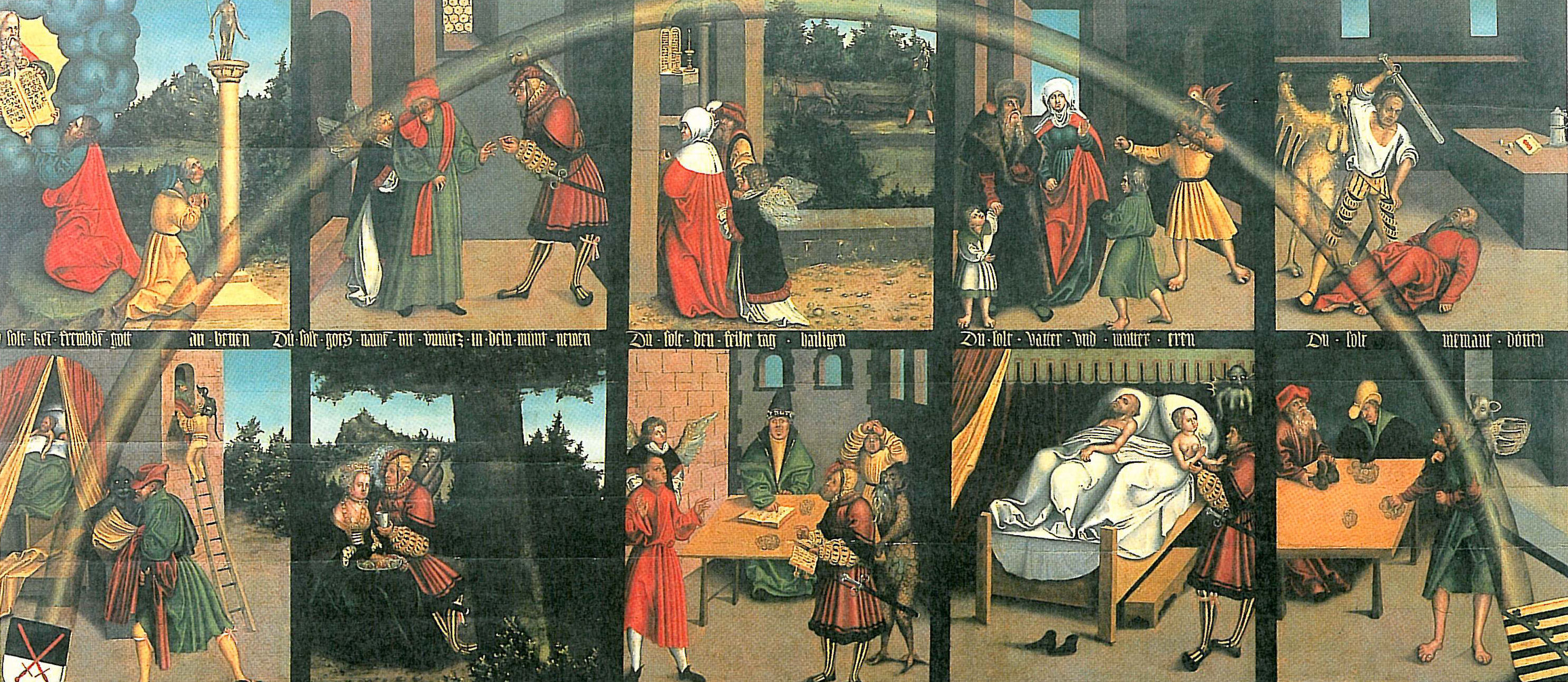
Zehn Gebote-Tafel von Cranach

Gottes Übergabe der Steintafeln an Mose, selten mit der ganzen Tora (Ex 24,12), meist mit den Zehn Geboten (Ex 34,28), wurde seit dem 6. Jahrhundert ein Standardmotiv der christlichen Kunst, besonders in byzantinischer Ikonographie und in illustrierten Bibelhandschriften des Hochmittelalters, später auch in Druckwerken. Ein berühmtes Beispiel ist das Apsismosaik im Katharinenkloster (Sinai). Die meisten dieser Darstellungen typisieren Mose als demütigen Empfänger der Tafeln aus Gottes Hand, manchmal verbunden mit dem Motiv des brennenden Dornbuschs als Sinnbild seiner Berufung, während die Israeliten fast nie erscheinen. Oft wird ein Mosebild einem Bild Jesu Christi gegenübergestellt, so dass der Empfang des Dekalogs allen Völkern gelten und auf die Erfüllung der Tora durch den Sohn Gottes vorausweisen soll.
Lucas Cranach der Ältere schuf 1516 ein großes Wandbild für den Gerichtssaal in Wittenberg. Zehn Bildfelder zeigen die Relevanz je eines Gebots im Alltagsleben. Alle Teilbilder werden von einem Regenbogen überwölbt, der an die Bundeszusage von Gen 9 erinnert. Dies deutete den Dekalog als Universalgesetz Gottes für die vor dem Untergang gerettete Menschheit, auf dem alle konkrete Gesetzgebung und Rechtsprechung gründet.
Viele Künstler stellten die Zerschlagung der Gesetzestafeln durch Mose dar, darunter Raffael (Fresken in den Loggien des päpstlichen Palastes im Vatikan), Nicolas Poussin, Rembrandt (Moses zerschmettert die Gesetzestafeln), Julius Schnorr von Carolsfeld und Marc Chagall (Moses zerbricht die Gesetzestafeln, 1955–1956). Die Übergabe der Gesetzestafeln stellten unter anderem Cosimo Rosselli in einem Wandgemälde der Sixtinischen Kapelle und wiederum mehrmals Chagall dar.
Die Dekalogtafeln in Hugenottenkirchen dienten oft als Ersatz für bildliche Darstellungen.

### Skulpturen

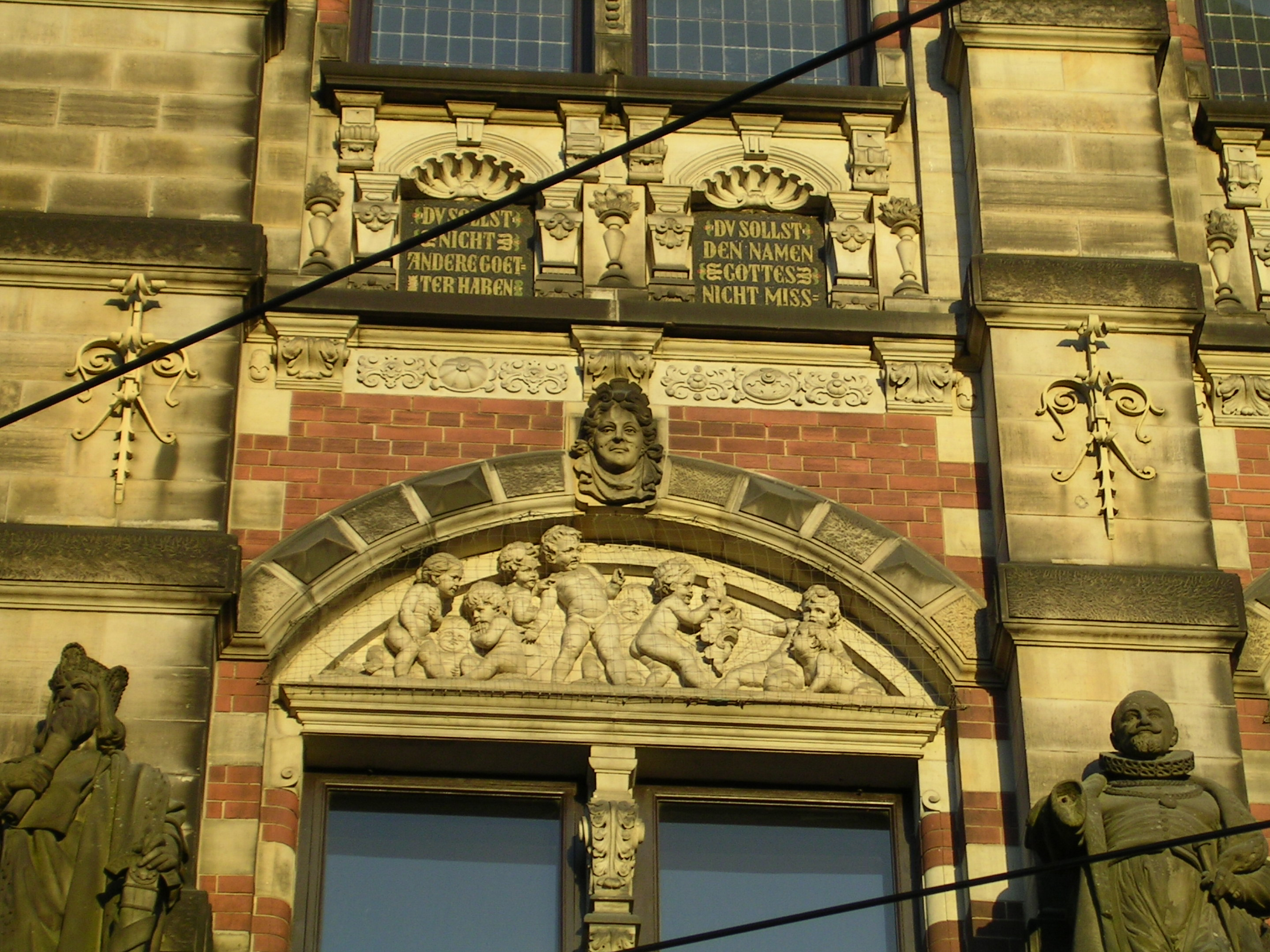
Amtsgericht Bremen. Mosaik: I. und II. Gebot

In antijudaistischen Skulpturen der Ecclesia und Synagoge in und an Kirchen des Hochmittelalters wird die Figur der Synagoge mit verbundenen Augen und Gesetzestafeln dargestellt.
Die Stadt Bremen ließ um 1890 die Zehn Gebote als Mosaiken an der Außenfassade des Bremer Landgerichtsgebäudes unterhalb der Fensterbrüstungen des Saales anbringen, in dem das Schwurgericht tagte. Die Nationalsozialisten verboten die Schriftbilder, worauf Bremer Bürger sie mit Steintafeln verdeckten, statt sie wie verlangt zu zerstören.
In Austin, Texas, wurden in den 1960er Jahren Stelen mit den Zehn Geboten vor dem Parlamentsgebäude aufgestellt. Während ähnliche Monumente vor Gerichtsgebäuden in den USA in den meisten Bundesstaaten aufgrund der verfassungsgemäßen Trennung von Religion und Staat verboten und entfernt wurden, befand der Supreme Court in diesem Fall, die Stelen könnten als allgemeines historisches Kunstwerk stehen bleiben.

### Filme
Das Thema der biblischen Zehn Gebote wurde mehrfach verfilmt. Cecil B. DeMille war Regisseur von zwei Monumentalfilmen: Die Zehn Gebote (1923) und Die Zehn Gebote (1956). Das Fernsehen verfilmte diesen Filmstoff neu: Die Zehn Gebote (2006). Krzysztof Kieślowski schuf den zehnteiligen Filmzyklus Dekalog, der jedes Einzelgebot mit einer Gegenwartsgeschichte aktualisierte. Er schrieb zudem mit Krzysztof Piesiewicz das Drehbuch für ein Theaterstück dazu. 2007 erschien die Filmkomödie Das 10 Gebote Movie als Parodie auf die Zehn Gebote.